# Сан-Мильян-де-Сусо

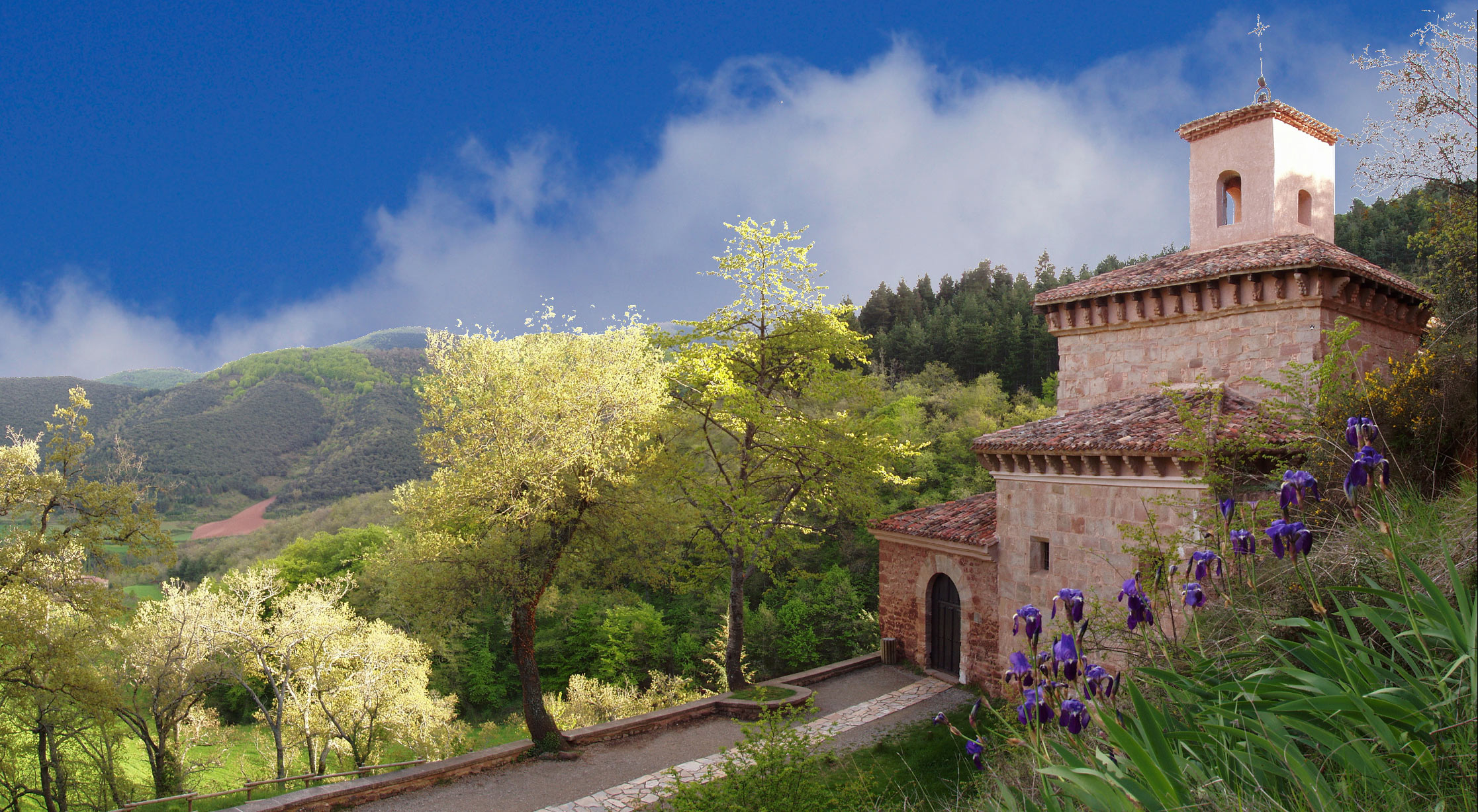
Сан-Мильян-де-Сусо

Сан-Мильян-де-Сусо (исп. Monasterio de San Millán de Suso) — древний монастырь в Северной Испании.
Сан-Мильян-де-Сусо находится на левом берегу реки Карденас на территории муниципалитета Сан-Мильян-де-ла-Коголья (Риоха). Строительство монастыря продолжалось до XII века на месте обители Святого Эмилиана, основанной в середине VI века. Здания построены из песчаника и сочетают в себе элементы романского и мосарабского стилей.
В библиотеке монастыря сохранился архив свитков. Именно здесь в X веке был создан один из первых письменных памятников на кастильском языке — Эмилианские глоссы. В ноябре 1977 года в Сан-Мильян-де-Сусо отмечалось тысячелетие со дня рождения испанского языка.
Название на древнем кастильском диалекте означает «Верхний монастырь Святого Эмилиана» в противоположность «Нижнему монастырю» Сан-Мильян-де-Юсо, основанному позже. Оба монастыря в 1997 году были признаны объектами Всемирного наследия ЮНЕСКО. Оба монастыря являются местами паломничества, Сан-Мильян-де-Сусо — ещё со времён Святого Эмилиана. В монастырской церкви расположена гробница Святого Эмилиана, в XIII веке в ней был похоронен монах и поэт Гонсало де Берсео.